# Ostrobotnia Południowa
Ostrobotnia Południowa (fiń. Etelä-Pohjanmaa, szw. Södra Österbotten) – region w Finlandii, położony w prowincji Finlandia Zachodnia. Stolicą regionu jest Seinäjoki.

## Gminy
Region ten jest podzielony na 19 gmin (miasta zostały pogrubione):
| - Ähtäri - Alajärvi - Alavus - Evijärvi - Ilmajoki - Isojoki - Jalasjärvi - Karijoki - Kauhajoki - Kauhava | - Kuortane - Kurikka - Lappajärvi - Lapua - Seinäjoki - Soini - Teuva - Töysä - Vimpeli |